# Provinz Chubut
Chubut [tʃuˈβut] (Spanisch: Provincia del Chubut; Walisisch: Talaith Chubut) ist eine der fünf argentinischen Provinzen Patagoniens. Sie erstreckt sich von den Anden im Westen bis zum Atlantik im Osten. Die Nord- und Südgrenzen zu den Provinzen Río Negro und Santa Cruz wurden einst relativ willkürlich mit dem Lineal gezogen. Der Name kommt vom Tehuelche Wort chupat, das „transparent“ bedeutet und eine Beschreibung des Río Chubut ist, des einzigen nennenswerten Flusses der Region.

## Geografie
Die Provinz wird im Norden und Süden durch die Breitengrade 42° S und 46° S begrenzt.

### Bevölkerung
Die Bevölkerungszahl in der Provinz wächst seit Jahrzehnten stetig an, von 190.000 (1970) auf über 263.000 (1980), 357.000 (1991), 413.237 Einwohner (2001) und 509.108 Personen beim Zensus 2010 sowie 592.621 (2022). Dennoch ist die Bevölkerungsdichte in Chubut immer noch sehr niedrig. Bei einer Fläche von 224.686 km² kommen etwas mehr als zwei Einwohner auf einen Quadratkilometer. Es leben allerdings allein rund 350.000 in den vier bevölkerungsreichsten Departamentos mit den fünf größeren Städten. In allen anderen Departamentos liegt die Dichte unter 1,0 Ew/km², teils unter 0,1 Ew/km².

### Wichtige Städte
In Chubut gibt es nur eine Handvoll größerer Städte:
Die größte Stadt ist Comodoro Rivadavia im Süden der Provinz mit 177.000 Einwohnern. Der Verwaltungssitz ist die Hauptstadt Rawson (31.000 Einwohner). Andere wichtige Städte sind Puerto Madryn, Trelew, Esquel und Sarmiento. Gaiman ist das kulturelle Zentrum der Region, die als Y Wladfa bekannt ist, in der die meisten walisischsprachigen Argentinier leben, deren Zahl im Chubut etwa 5000, hauptsächlich in den Städten Gaiman, Trelew und Trevelin, in ganz Argentinien 25.000, beträgt.
- Rawson (31.000 Ew.), die Provinzhauptstadt
- Trelew (100.000 Ew.), eine Industriestadt in der Nähe von Rawson, mit wichtigem Flughafen
- Puerto Madryn (96.000 Ew.), Ausgangspunkt für Ausflüge zur Halbinsel Valdés und nach Punta Tombo, daher vor allem Fremdenverkehr, außerdem Fischerei und Aluminiumindustrie
- Comodoro Rivadavia (177.000 Ew.) im Süden der Provinz an der Atlantikküste; das in der Umgebung von Comodoro Rivadavia geförderte Erdöl deckt knapp 30 % des argentinischen Bedarfs
- Esquel (32.000 Ew.) im Andenvorland

Weitere kleinere begrenzt bedeutende Orte sind das landwirtschaftlich geprägte Gaiman im Tal des Río Chubut, Sarmiento im Zentrum der Provinz, der Touristenort El Maitén in den Anden und der Fischerhafen Camarones an der Atlantikküste.

### Lage und Klima
Während die Anden, die in dieser Region nur noch selten Höhen von über 2.500 m erreichen, vorwiegend von Feuchtwäldern bedeckt sind, sind im Schichtstufenland im Rest der Provinz Wüste und Steppenvegetation und niedrige Buschwälder (Monte) vorherrschend. Das Klima ist gemäßigt; die Sommer sind mit 17 bis 22 °C in den Niederungen warm, während die Winter mit 2 bis 7 °C mäßig kalt sind. Die Niederschlagsmenge liegt zwischen 150 mm im Osten und bis zu 1500 mm in den Feuchtwaldgebieten der Anden.
Durchflossen wird die Provinz von West nach Ost vom Río Chubut, der einen langgestreckten Canyon bildet und bei Florentino Ameghino zum gleichnamigen Stausee gestaut wird. Im Zentrum der Provinz gibt es zwei große Salzseen, den Lago Musters und den Lago Colhué Huapí, die die Entstehung einer bedeutende Oase rund um die Stadt Sarmiento ermöglichen. In dieser Region finden sich auch zwei versteinerte Wälder, die unter Naturschutz stehen.

## Geschichte
Seit ca. 8000 v. Chr. wurde die Region Patagonien durch Menschen besiedelt, die langsam von Norden her (ursprünglich von Asien über die Beringia kommend) einwanderten. Diese lebten nomadisch als Jäger und Sammler. In Reiseberichten im 19. Jahrhundert – zum Beispiel bei George Musters und Florence Dixie – werden sie Patagonier oder „Tehuelche“ genannt; ihre Eigenbezeichnung lautet Aoniken’k.
Seit dem 18. Jahrhundert kommt es auch verstärkt zur Einwanderung über die Kordilleren von Mapuche aus dem heutigen Chile.
Die beiden Völker sind heute kulturell weitgehend miteinander verschmolzen (Tehuelche-Mapuche). In Chubut existieren heute zwei Reservate der Tehuelche. Mapudungun (die Mapuche-Sprache) wird noch gesprochen, die Sprache der Tehuelche ist dagegen fast völlig tot.
Die Besiedelung der Region durch Europäer erfolgte von der zweiten Hälfte des 19. Jahrhunderts an, vor allem nach der Wüstenkampagne von Julio Argentino Roca zu einem Großteil durch Waliser, eine Tatsache, die sich heute noch an vielen Namen von Orten oder Veranstaltungen, aber auch am Erscheinungsbild älterer Gebäude ablesen lässt. Walisisch wird auch heute noch von einem Teil der Bevölkerung im Alltag gesprochen.

## Politik und Verwaltung

### Politik
Die Provinz Chubut ist eine der 23 Provinzen des Landes. Die Provinzen haben jeweils eine eigene, der Bundesverfassung untergeordnete Verfassung und besitzen eigene Exekutiven sowie eigene Legislativen. Auch die Gerichtsbarkeit wird unterhalb der Bundesebene auch auf Gliedstaatenebene organisiert.
Die Exekutivgewalt wird in der Provinz Chubut durch den Gobernador ausgeübt. Dieser wird alle vier Jahre in einer direkten Wahl bestimmt. Der Gobernador wird durch ein Kabinett von Ministern beraten, denen die durch ihn ausgewählte Staatsminister (Ministro de Estado) oder Geschäftsführende Minister (Ministro Coordinador) vorstehen.
Die Legislative wird während einer Legislaturperiode von 27 Abgeordneten ausgeübt, denen der Stellvertretende Gobernador (Vice Gobernador) vorsteht.

### Verwaltungsgliederung

Departamentos der Provinz Chubut

Chubut ist in 15 Departamentos unterteilt:
| Departamento        | Hauptstadt         | Fläche in km² | Einwohner (2022) |
| ------------------- | ------------------ | ------------- | ---------------- |
| Biedma              | Puerto Madryn      | 12.950        | 103.173          |
| Cushamen            | Cushamen           | 16.250        | 028.209          |
| Escalante           | Comodoro Rivadavia | 14.015        | 215.453          |
| Florentino Ameghino | Camarones          | 16.088        | 001.786          |
| Futaleufú           | Esquel             | 09.435        | 050.316          |
| Gaiman              | Gaiman             | 11.076        | 012.639          |
| Gastre              | Gastre             | 16.335        | 001.195          |
| Languiñeo           | Tecka              | 15.339        | 002.884          |
| Mártires            | Las Plumas         | 15.445        | 000.754          |
| Paso de Indios      | Paso de Indios     | 22.300        | 001.886          |
| Rawson              | Rawson             | 03.922        | 145.763          |
| Río Senguer         | Alto Río Senguer   | 22.335        | 006.366          |
| Sarmiento           | Sarmiento          | 14.563        | 014.596          |
| Tehuelches          | José de San Martín | 14.750        | 005.978          |
| Telsen              | Telsen             | 19.893        | 001.623          |

## Wirtschaft
Im Südosten, rund um die Stadt Comodoro Rivadavia, wird Erdöl und Erdgas gefördert, wodurch diese Gegend die wirtschaftlich führende der Provinz ist. Im Nordosten, im unteren Tal des Río Chubut, wird Landwirtschaft (insbesondere Obstanbau) betrieben, dasselbe gilt für einige Täler der Anden rund um Esquel sowie für die Gegend rund um Sarmiento im Zentrum. Der Tourismus ist bedeutend: so findet sich im Nordosten das Fremdenverkehrszentrum Puerto Madryn mit der Halbinsel Valdés, weiterhin sind die Badeorte Playa Unión und Rada Tilly sowie das Wintersportzentrum La Hoya in den Anden erwähnenswert.

## Zeitungen
- Crónica und El Patagónico in Comodoro Rivadavia
- El Oeste in Esquel
- El Diario de Madryn in Puerto Madryn
- El Chubut und Jornada in Trelew
- Y Drafod, walisischsprachige Zeitung seit 1891
- Clecs Camwy, neue walisischsprachige Zeitung seit 2011